# 巴布狸藻
巴布狸藻（學名：Utricularia babui）為狸藻屬陸生食虫植物。其種加詞「babui」来源于印度德里大學的巴布教授（Prof. Babu）。其分布於印度西高止山脈海拔700至900公尺处，及泰國清邁的因他龍山（Doi Inthanon）海拔1670公尺处。巴布狸藻與禾葉狸藻（U. graminifolia）的關係近緣，不過本種的細長葉僅有1條中脈（禾葉狸藻有3條），墨藍色至深紫色的花朵（禾葉狸藻呈粉紅色至淡紫色）。2005年，西里让·拉姆昌德拉·亚达夫（Shrirang Ramchandra Yadav）、M·M·薩爾德賽（M. M. Sardesai）及S·P·蓋夸德（S. P. Gaikwad）对巴布狸藻进行了最初的描述。

## 外部連結
- 食虫植物照片搜寻引擎中巴布狸藻的照片 （页面存档备份，存于）
- . CPUK Forum. 2008-07-19  [2008-09-04]. （原始内容存档于2013-05-21）.
- . CPUK Forum. 2006-11-10  [2008-09-04]. （原始内容存档于2016-03-04）.

 维基共享资源上的相關多媒體資源：巴布狸藻
 維基物種上的相關：巴布狸藻